# Linderiella santarosae
Linderiella santarosae är en kräftdjursart som beskrevs av Thiéry och Fugate 1994. Linderiella santarosae ingår i släktet Linderiella och familjen Chirocephalidae. Inga underarter finns listade i Catalogue of Life.